# Preppy
Preppy syftar på en livsstil som liknar den man klichémässigt ser vid exklusiva privatskolor i främst nordöstra USA och i vidare bemärkelse etablerad överklass på amerikanska östkusten. Ordet är ursprungligen ett slangord för preparatory som kommer från preparatory school, där välbärgade amerikanska barn går innan de fortsätter till ett ofta privat universitet. Preppykulturen betonar utåtriktad personlighet, intelligens, idrottsutövning och förmögenhet. 
Begreppet preppy är förknippad med en prydlig klädstil baserad på dyra märkeskläder i klassiskt snitt. Det är kanske denna aspekt av begreppet preppy som är mest välkänd utanför USA. Exempel på klädstilen är tweedkavajer, button-down skjortor, rugbytröjor, chinos m.m. Modet inspireras ofta av sporterna tennis, polo och golf.